# Dr. Nassaulaan (Assen)

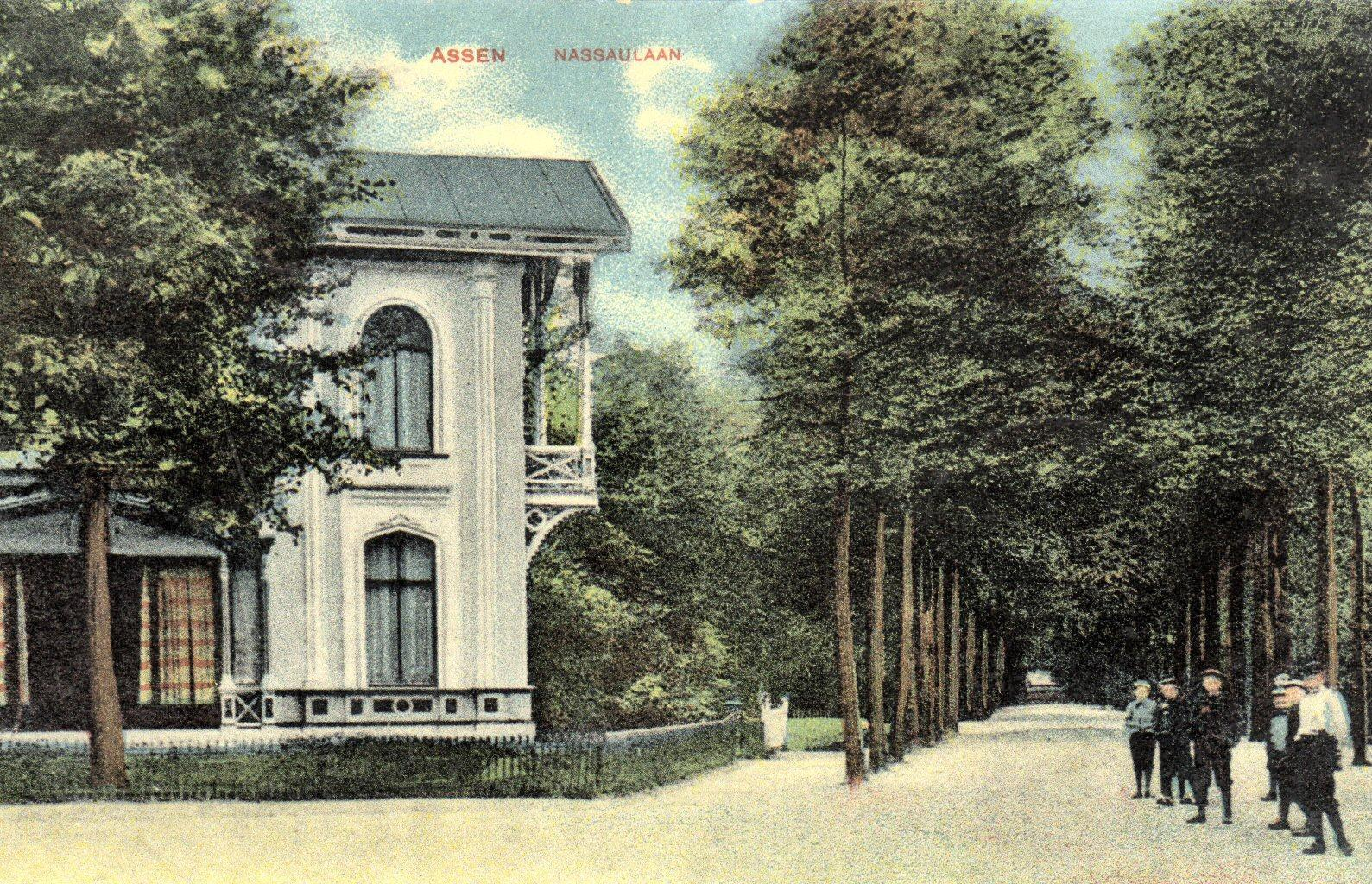
Dr. Nassaulaan ca. 1905

De Dr. Nassaulaan is een straat (laan) in de Nederlandse stad Assen.

## Geschiedenis
In de tweede helft van de 18e eeuw zorgde Wolter Hendrik Hofstede voor de herinrichting van het Asserbos. Hij maakte er een sterrenbos van, even buiten het centrum van Assen. Hij creëerde twee zichtlijnen, waarvan een, de Hoofdlaan, werd gericht op de toren van de Kloosterkerk. De Hoofdlaan liep vanuit het bos door tot aan het huidige Kerkplein met de Jozefkerk. De Torenlaan, die nu in het verlengde ligt, werd pas aangelegd in 1809.
Langs de laan werd in 1825 een Latijnse school (later gymnasium) gebouwd. Rector van de school was Dr. Hendrik Jan Nassau (1791-1873). In 1884 kreeg het deel van de Hoofdlaan vanaf het Kerkplein tot het einde van het hertenkamp zijn naam en werd Dr. Nassaulaan.

## Woonhuizen
In 1780 besloot het landschapsbestuur tot uitbreiding van de stad. Er werden percelen uitgegeven in het gebied tussen de kort daarvoor gegraven Vaart en de Nassaulaan (toen: Hoofdlaan). De huizen die hier werden gebouwd kregen het zicht op de Vaart, terwijl de tuinen doorliepen tot aan de Nassaulaan.
Tot de eerste gebouwen die aan de Nassaulaan werden geplaatst behoren het gymnasium (1825) en het woonhuis op nummer 1 (ca. 1830). Verder werd in die tijd nog weinig gebouwd. Wel werd in 1842 de hertenkamp aangelegd, in 1870 werd het nog eens uitgebreid. In de tweede helft van de 19e eeuw werden diverse villa's gebouwd in de voormalige tuinen van de huizen aan de Vaart. Zij werden geplaatst met zicht op de hertenkamp. Een aantal van deze huizen heeft tegenwoordig zijn woonfunctie verloren en is in gebruik als kantoorruimte. Meerdere huizen zijn aangewezen als rijksmonument. Naast de woonhuizen werd in 1933/1934 aan de laan de nieuwe kerk gebouwd van de R.K. Parochie Maria ten Hemelopneming.
Dr. Nassaulaan 1woonhuis (ca. 1830) in neoclassicistische stijl.
Dr. Nassaulaan 7woonhuis (1876), op de hoek met het Van der Feltzpark, in een eclectische stijl met invloeden van de chaletstijl en gotiek.
Dr. Nassaulaan 8woonhuis (1885) in een aan neorenaissance verwante bouwstijl met invloeden van de chaletstijl. Burgemeesters De Dreu en Agter woonden hier.
Dr. Nassaulaan 9Villa Aschwing (1877), gebouwd in de eclectische stijl
Dr. Nassaulaan 12villa Betsy (1897), in een eclectische neorenaissance stijl, werd vernoemd naar Betsy Offerhaus, een van de bewoners. Het ontwerp was van Taeke Boonstra. Het gebouw was in de jaren 60 en 70 van de 20e eeuw een kantoor van Rijkswaterstaat. Commissaris der koningin Relus ter Beek woonde er tot zijn overlijden in 2008.
Dr. Nassaulaan 20In 1915 gebouwd naar een ontwerp van architect G. Knuttel jr. Van 1945 tot 1989 werd het gebruikt als ambtswoning van de commissaris der koningin in Drenthe. Reint Hendrik baron de Vos van Steenwijk was de eerste commissaris die er woonde, Ad Oele de laatste.

## Fotogalerij

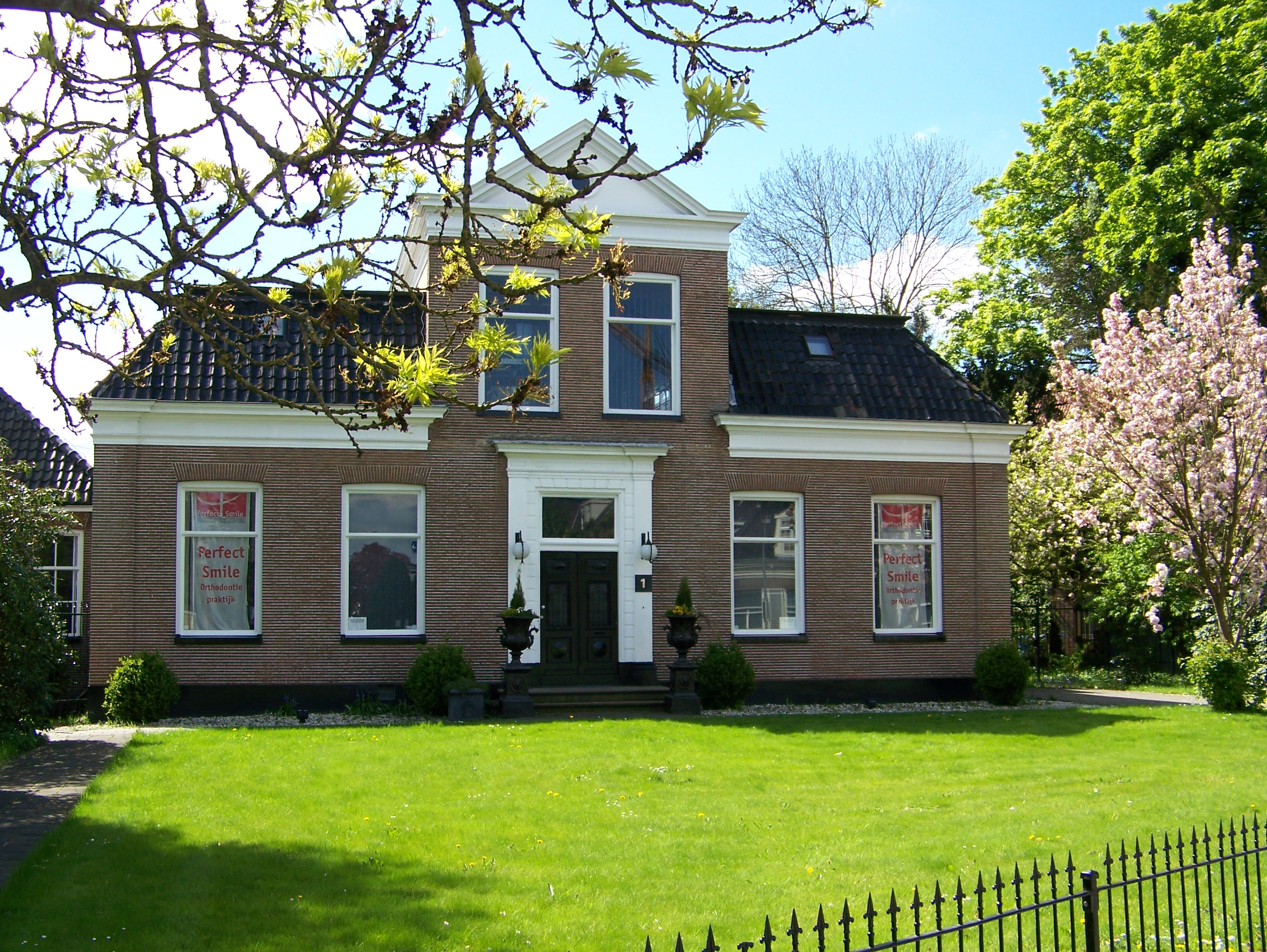
Dr. Nassaulaan 1
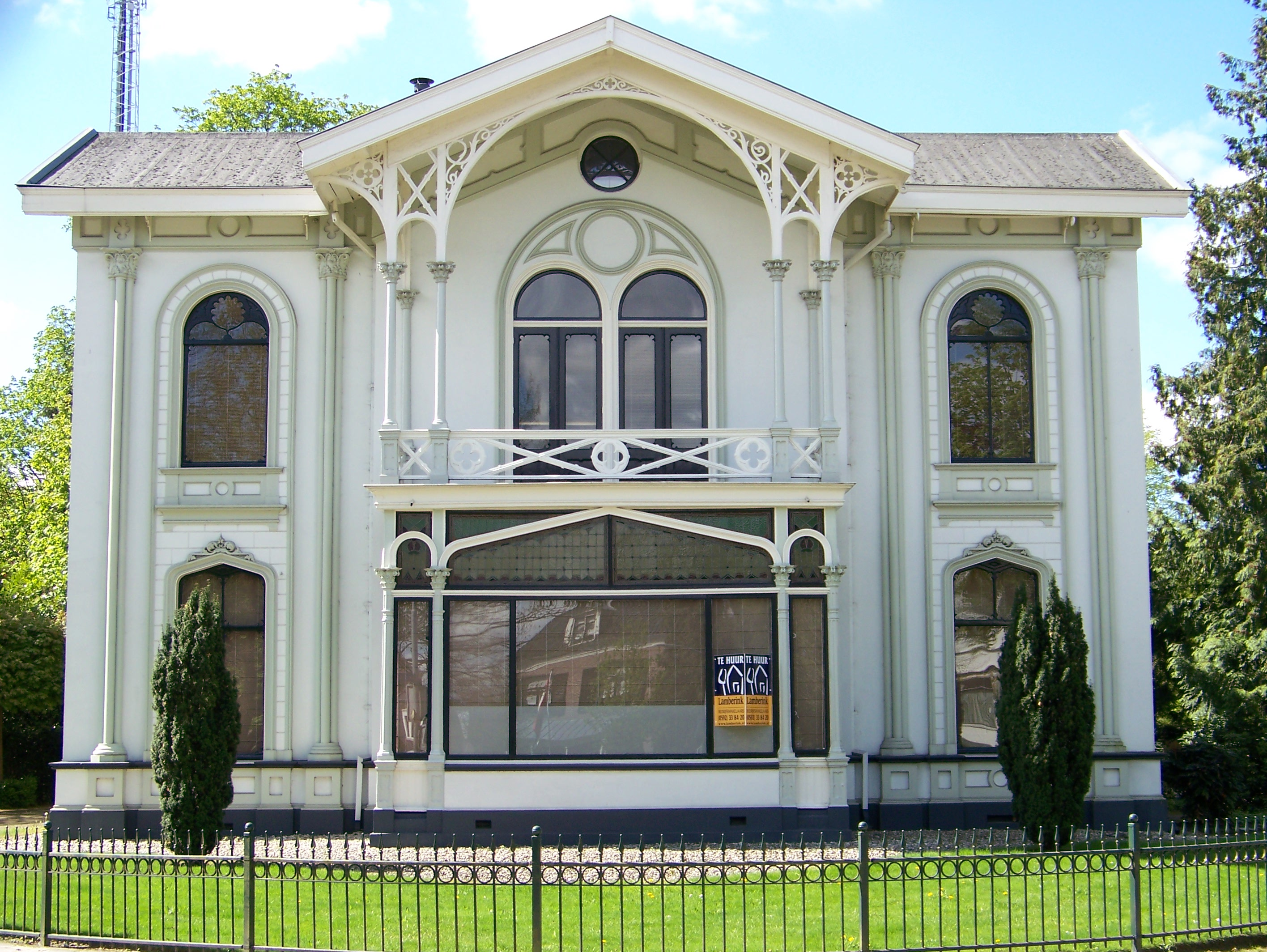
Dr. Nassaulaan 7
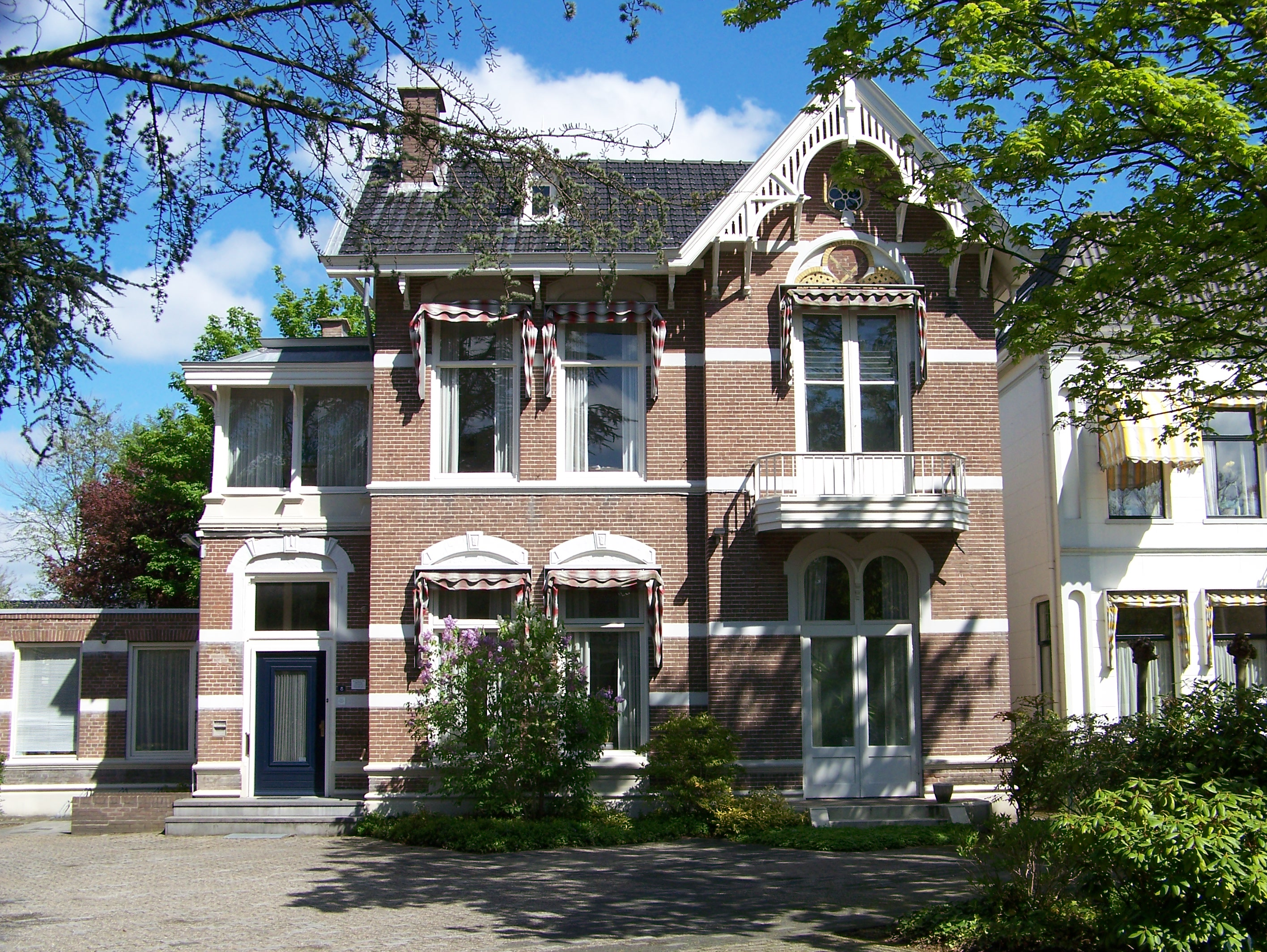
Dr. Nassaulaan 8
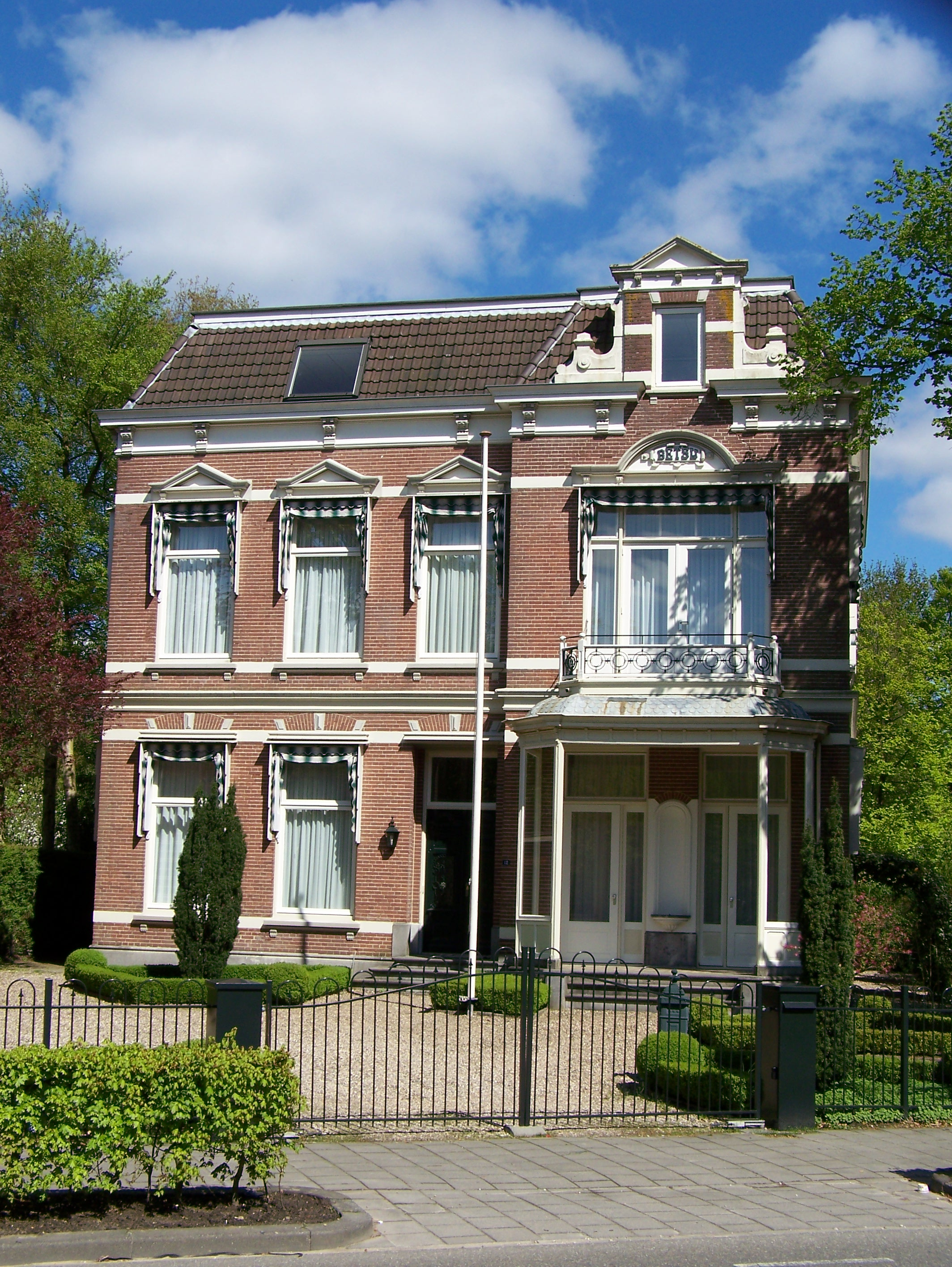
Dr. Nassaulaan 12